# Ixodes eichhorni
Ixodes eichhorni este o specie de căpușe din genul Ixodes, familia Ixodidae, descrisă de Thomas Nuttall în anul 1916.
Este endemică în Papua New Guinea. Conform Catalogue of Life specia Ixodes eichhorni nu are subspecii cunoscute.